# Étienne Léopold Trouvelot
 (décembre 2024).
Si vous disposez d'ouvrages ou d'articles de référence ou si vous connaissez des sites web de qualité traitant du thème abordé ici, merci de compléter l'article en donnant les références utiles à sa vérifiabilité et en les liant à la section « Notes et références ».
Étienne Léopold Trouvelot, né le 26 décembre 1827 et mort le 22 avril 1895, est un peintre, lithographe, astronome et entomologiste amateur français. Il est resté célèbre, surtout aux États-Unis d'Amérique, pour avoir introduit par inadvertance un ravageur des forêts, le Bombyx disparate, ou Spongieuse, (Lymantria dispar, Lép. Lymantriidé) en Amérique du Nord.

## Biographie
Trouvelot est né en France à Guyencourt dans le département de l'Aisne. Il semble tout d'abord s'intéresser à la politique, et est notamment lié au courant républicain. À la suite du coup d'État de Napoléon III en 1852, il quitte la France pour aller s'installer aux États-Unis en 1855. En 1860, la famille se fixe à Medford, État du Massachusetts, dans la banlieue de Boston, au numéro 27 de Myrtle Street, une adresse qui restera célèbre dans la région, puisqu'elle sera le point de départ de l'expansion du Bombyx disparate. Il entretient financièrement sa femme et ses deux enfants en réalisant des peintures, principalement des portraits.
Trouvelot se trouve un attrait pour l'entomologie en amateur, et devient membre de la Boston Society of Natural History (société d'histoire naturelle de Boston), où il semble rencontrer Louis Agassiz. Il se focalise sur l'identification des vers à soie locaux. Pour une raison inconnue, vers la fin des années 1860 il rentre d'un voyage en France avec un stock d'œufs de Bombyx disparate, qu'il élève dans un coin au fond de son jardin. Malheureusement, après l'éclosion, une partie des chenilles lui échappe (à la faveur d'un orage) et part infester les arbres du voisinage. Trouvelot réalise immédiatement le danger d'une telle situation et prévient les entomologistes locaux, mais rien ne sera entrepris à cette époque.

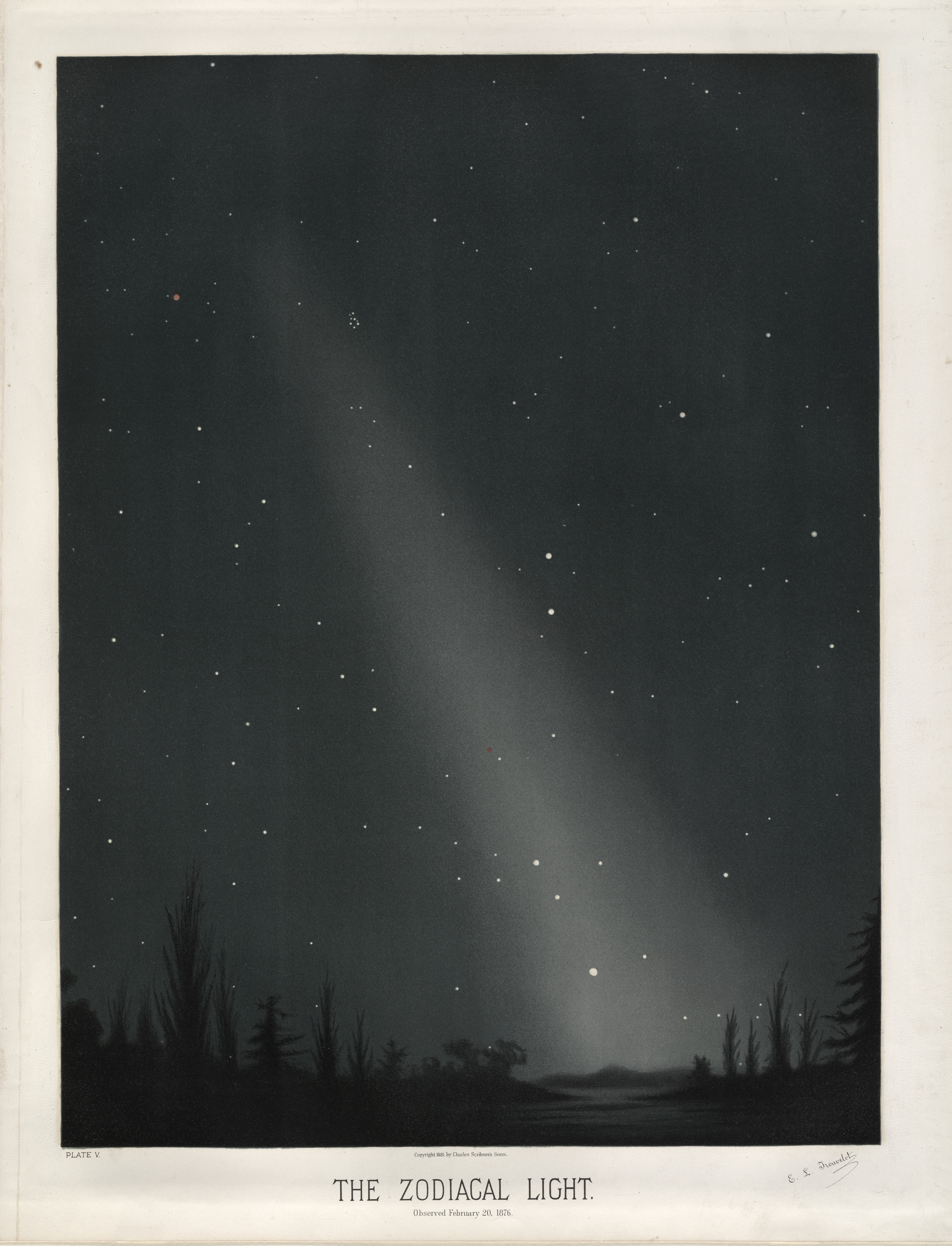
La lumière zodiacale, le 20 février 1876 (5e planche de The Trouvelot Astronomical Drawings 1881).

Après cet incident, Trouvelot semble perdre tout intérêt pour l'entomologie et se tourne vers l'astronomie. En l'occurrence, il trouve un bon moyen d'utiliser ses talents d'artiste en illustrant ses observations.
Joseph Winlock, alors directeur du Harvard College Observatory l'inclut dans son équipe en 1872 après avoir remarqué la qualité de ses illustrations. En 1875, Trouvelot se voit confier l'utilisation de la lunette astronomique de 66 centimètres de l'observatoire naval des États-Unis pour une durée d'un an. Tout au long de sa vie, il produira plus de 7 000 illustrations astronomiques. Quinze de ses plus beaux pastels seront publiés par la maison d'édition Charles Scribner's Sons en 1881. Il est particulièrement attiré par l'étude du Soleil, à la surface duquel il détectera des « taches voilées » en 1875. À part ses illustrations, il publiera également une cinquantaine d'articles scientifiques.
En 1882, Trouvelot retourne en France et rejoint l'observatoire de Meudon. C'est seulement quelques années avant que l'État du Massachusetts ne se rende compte de l'étendue du problème posé par le Bombyx disparate. Trouvelot meurt à Meudon en 1895.
Le Bombyx disparate devient un problème très sérieux à partir de 1898, ses pullulations s'étant manifestées dans l'État de la Virginie au sud et dans la région des Grands Lacs à l'ouest. En 1899, les habitants de la région de Boston s'alarmant de l'expansion des dégâts de l'insecte, l'État du Massachusetts lance une campagne d'éradication par le ramassage manuel des œufs, en brûlant les forêts infestées ou en utilisant des insecticides primitifs. Devant l'inefficacité des méthodes d'éradication employées, les efforts sont interrompus vers 1900. Le Bombyx disparate reste de nos jours le ravageur le plus important des forêts de feuillus aux États-Unis, ceci en dépit d'efforts de recherche et de lutte énormes.

## Travaux
- Photographies d'étincelles électriques[1] et d'éclairs[2] conservées à la Bibliothèque de l'Observatoire de Paris.
- Chromolithographies du soleil[3] .